# L'Hôme-Chamondot
L'Hôme-Chamondot (l‿om.ʃa.mɔ̃.dɔⓘ) es una comuna francesa situada en el departamento de Orne, en la región de Normandía.

## Demografía
| 335 | 237 | 176 | 195 | 182 | 203 | 255 |
| Para los censos de 1962 a 1999 la población legal corresponde a la población sin duplicidades (Fuente: INSEE [Consultar]) |     |     |     |     |     |     |